# Vicente Segrelles Sacristán
Vicente Segrelles i Sacristán (Barcelona, 9 de setembre de 1940) és un il·lustrador d'historieta català.
Nebot del pintor i il·lustrador Josep Segrelles Albert i cosí del pintor, escultor i il·lustrador Eustaquio Segrelles del Pilar, inicialment va treballar en publicitat i el disseny gràfic, fins que en la dècada de 1960 va orientar-se a la il·lustració de llibres i revistes. Publicà el seu primer treball, Lazarillo de Tormes, a Editorial Bruguera, i es feu cèlebre internacionalment per la seva sèrie d'historietes El mercenario, iniciada el 1981, que es va publicar periòdicament a la revista Cimoc, fins a completar tretze aventures durant vint anys. En elles empra una excel·lent tècnica de dibuix a l'oli en un estil hiperrealista, i són en conjunt considerades una obra indispensable del còmic. El 1992, publicà El sheriff Pat a Ediciones B.